# Лазар Живановић (певач)
Лазар Живановић (Београд, 18. јануар 1995) је српски манекен и певач. Такмичио се на Беовизији 2020. године, а тренутно се такмичи у седамнаестој сезони Звезде Гранда. Његова рођена сестра је певачица Теодора Токовић. Као манекен ради за агенцију Фокс моделс, а појавио се у спотовима неколико певачица.

## Дискографија

### Синглови
- Sexy santa claus (2018)
- Пукло је небо (2020) Беовизија

## Видеографија
- Рањено срце Јелене Ћеранић (2018)
- Хеј жено Милице Павловић (2018)